# Roetkapbaardkoekoek
De roetkapbaardkoekoek (Bucco noanamae) is een vogel uit de familie Bucconidae (baardkoekoeken).

## Verspreiding en leefgebied
Deze soort is endemisch in westelijk Colombia.

## Status
De grootte van de populatie is in 2014 geschat op 8000 volwassen vogels. Op de Rode lijst van de IUCN heeft deze soort de status gevoelig.